# Pukë
Pukë o Puka è un comune albanese situato nella prefettura di Scutari, nella parte settentrionale dell'Albania.
In seguito alla riforma amministrativa del 2015, sono stati accorpati a Pukë i ex-comuni di Gjegjan, Qelëz, Qerret e Rrapë, portando la popolazione complessiva a 11 069 abitanti (dati del censimento 2011).